# Heidelberger Vat

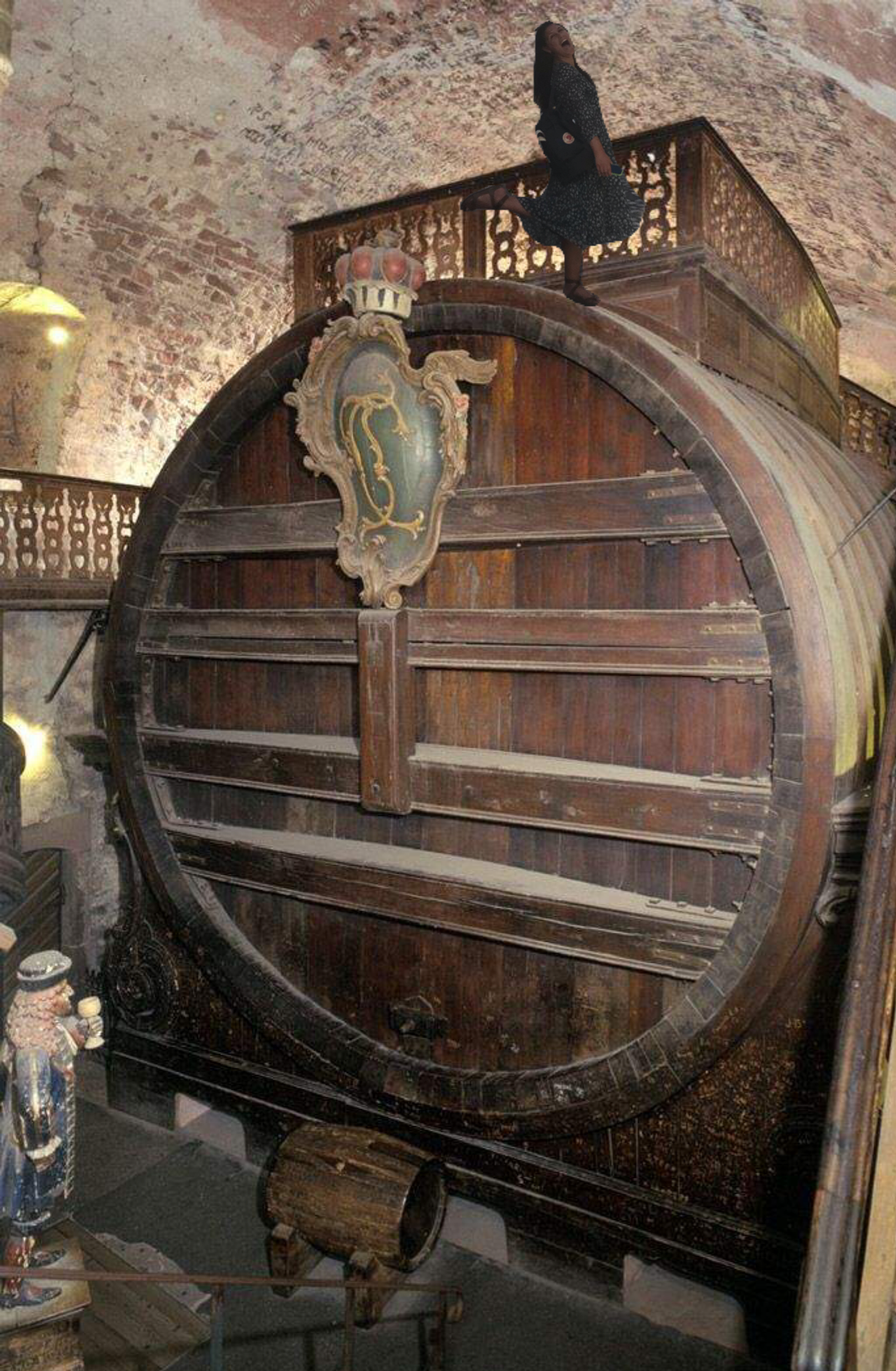
Het Heidelberger Vat is groot genoeg om op te dansen

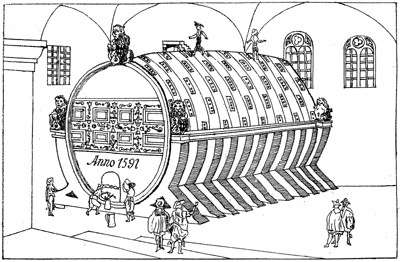
Tekening van het eerste reuzenvat van Heidelberg

Het Heidelberger Vat (Duits: Großes Fass) is een extreem groot wijnvat, dat zich bevindt in de kelder van het Schloss Heidelberg in de Duitse stad Heidelberg. In 1751, het bouwjaar, had het vat een capaciteit van 221.726 liter. Door de uitdroging van het hout is de huidige capaciteit 219.000 liter. Honderddertig eiken zijn gekapt voor het maken van de ton. Het vat is echter zelden daadwerkelijk gebruikt als wijnvat, het is vooral een toeristenattractie. Op de bovenzijde is zelfs een dansvloer gemonteerd. Het in 1934 gebouwde Riesenfaß te Bad Dürkheim is echter groter.

## Geschiedenis
Het kasteel van Heidelberg heeft een traditie van buitensporig grote wijnvaten. In de geschiedenis van Heidelberg zijn er vier van dit soort tonnen geweest. Het huidige vat is het vierde. 
1. Johann-Casimir-Fass (1591)
2. Karl-Ludwig-Fass (1664)
3. Karl-Philipp-Fass (1728)
4. Karl-Theodor-Fass (1751)

Toen het Franse leger in de Negenjarige Oorlog (1688-1697) het kasteel bezette, geloofden de soldaten dat het vat vol zou zitten met wijn. Zij lieten sporen achter op het vat die nog steeds zichtbaar zijn.
Volgens een lokale legende is er een eeuwige bewaker van het gigantische vat: Perkeo van Heidelberg, een vroegere hofnar en opzichter van de drankproductie van het kasteel, die bekend stond om zijn overvloedig drinken.
Het vat wordt herdacht met een gevelsteen genaamd T Heydel Berghs Vadt die oorspronkelijk op Rokin 90 te Amsterdam stond maar is verplaatst naar Kolksteeg 12.

## Het Vat in de literatuur

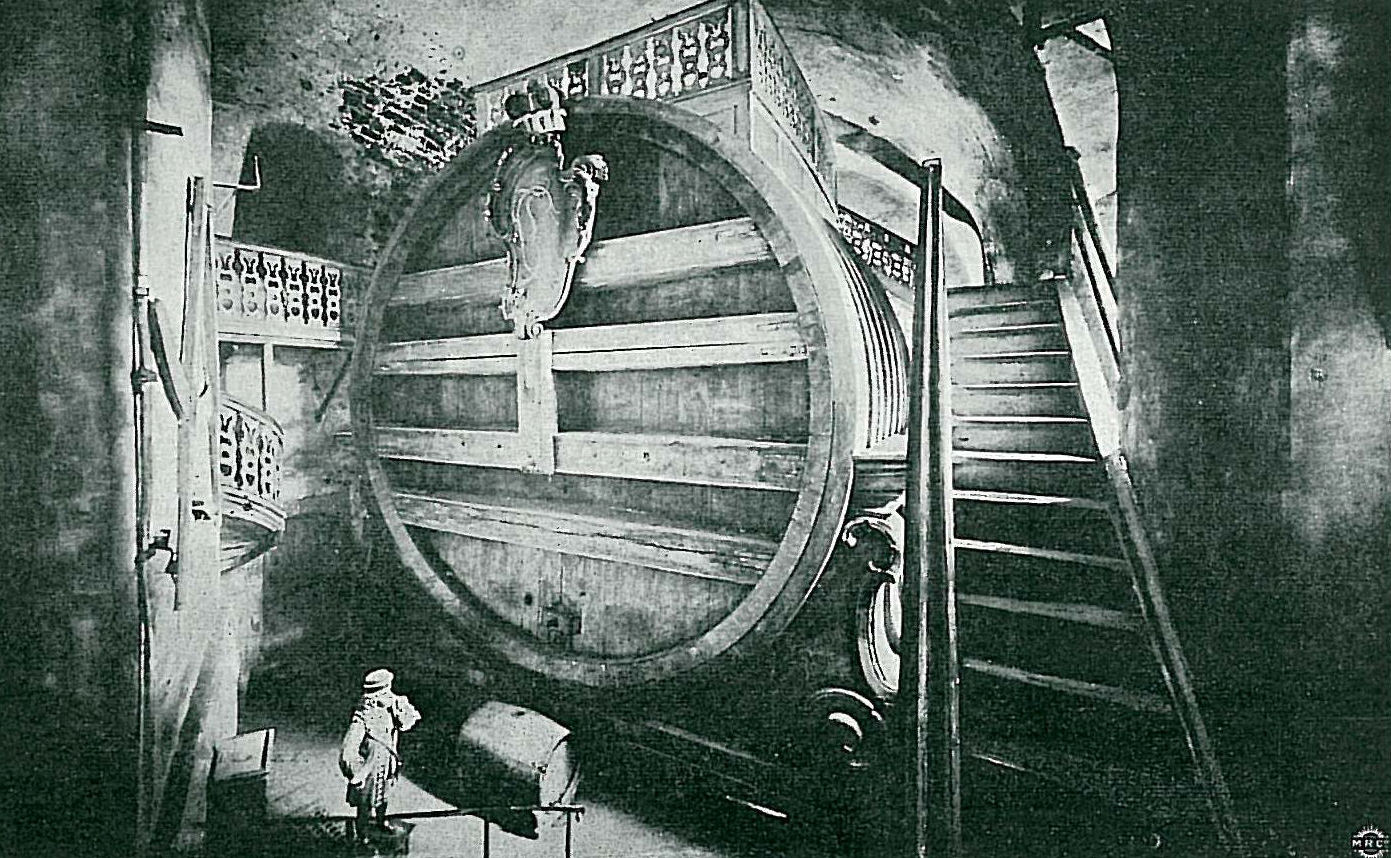
Het vat circa 1900

Het vat is genoemd in Rudolf Erich Raspes The Surprising Adventures of Baron Munchausen, Jules Vernes verhaal Vijf weken in een luchtballon, Victor Hugo's Les Miserables, Washington Irvings The Specter Bridegroom, Mary Hazelton Wades Bertha, Mark Twains A Tramp Abroad en Die fromme Helene van Wilhelm Busch. Het kan ook gevonden worden in Herman Melvilles Moby-Dick en in Lyrisches Intermezzo door Heinrich Heine, later gebruikt in  Dichterliebe door Robert Schumann voor het laatste lied Die alten, bösen Lieder (het oude kwaadaardige lied). 
De Engelse schrijver Jerome K. Jerome bezocht de ton in 1890, tijdens de terugtocht van zijn reis naar Oberammergau:
What there is of interest in the sight of a big beer-barrel it is difficult, in one's calmer moments, to understand; but the guide book says that it is a thing to be seen, and so all we tourists go and stand in a row and gape at it.— Jerome K. Jerome, Diary of a Pilgrimage, 1891
Anton Praetorius, de eerste Calvinistische pastoor van de wijnproducerende gemeenschap Dittelsheim, bezocht de buurt van Heidelberg, in het centrum van Calvijns theologie in Duitsland. Hij was zo onder de indruk van het Johann-Casimir-Fass, dat hij een gedicht schreef in 1595. In dit gedicht noemde hij het vat een duidelijk bewijs voor de superioriteit van het Calvinisme, genaamd Vas Heidelbergense (Poem on the Great Wine Barrel in the Castle of Heidelberg).
Everybody has heard of the great Heidelberg Tun, and most people have seen it, no doubt. It is a wine-cask as big as a cottage, and some traditions say it holds eighteen thousand bottles, and other traditions say it holds eighteen hundred million barrels. I think it likely that one of these statements is a mistake, and the other is a lie. However, the mere matter of capacity is a thing of no sort of consequence, since the cask is empty, and indeed has always been empty, history says. An empty cask the size of a cathedral could excite but little emotion in me.— Mark Twain, A Tramp Abroad, 1880
Overig werk waarin het vat wordt beschreven:
- Vas Heidelbergense, Heidelberg, oktober 1595 (Gedicht over het eerste Grote Wijnvat in kasteel Heidelberg. Nog maar een versie hiervan, vertaald naar het Duits door Burghard Schmanck)
- Stefan Wiltschko, The Big Vat, Heidelberg, 2002 (ook beschikbaar in Frans, Japans, Spaans en Duits)
- Andreas Cser en Stefan Wiltschko: Das Große Fass im Schloss Heidelberg, Neckargemünd-Dilsberg, 1999
- Das grosse Fass zu Heidelberg ein unbekanntes Kapitel kurpfälzischer Kunstgeschichte, July Sjöberg, editor, Neckargemünd-Dilsberg, 2004
- Hartmut Hegeler en Stefan Wiltschko: Anton Praetorius und das 1. Große Fass von Heidelberg  Unna, 2003 ISBN 3-9808969-0-0